# Fritz Albert Lipmann
Fritz Albert Lipmann (Königsberg, Njemačka, 12. lipnja 1899. – 24. srpnja 1986.) bio je njemačko-američki biokemičar i ko-otkrivač koenzima A, 1945.g. Za ovo otkriće, i njegova ostala istraživanja koenzima A, dobio je Nobelovu nagradu za fiziologiju ili medicinu 1953.g.

## Životopis
Lipmann je rođen u Königsbergu, (danas Kaliningradu, Rusija) u židovskoj obitelji. Na sveučilištima u Königsberg, Berlinu i Münchenu studirao je medicinu. Diplomirao je 1924.g., ali se nakon diplome vratio u Königsberg, na sveučilište, učiti kemiju kod profesora Hans Meerweina. 
1926.g. postaje asistent Otto Fritz Meyerhofu na Kaiser Wilhelm Institutu u Berlinu gdje radi na svome doktoratu. Zajedno s Meyerhofom, seli u Heidelberg, gdje istražuje biokemijske reakcije u mišićima. 1930.g. ponovno se vraća u Berlin gdje se pridružuje u istraživanju Albert Fischeru. Slijedeći Fischera 1932.g. odlazi u Kopenhagen.  
1939.g. Lipmann seli u SAD. Od 1949.g. do 1957.g. bio je profesor biokemije na medicinskom fakultetu na Harvardu. Od 1957.g. pa na dalje istraživao je i predavao na Rockefeller sveučilištu u New Yorku.

## Vanjske poveznice
- (engl.)Nobelova nagrada - životopis